# Јоркани (Јаши)
Јоркани (рум. Iorcani) насеље је у Румунији у округу Јаши у општини Татаруши. Oпштина се налази на надморској висини од 400 m.

## Становништво
Према подацима из 2002. године у насељу је живело 892 становника, од којих су сви румунске националности.